# Gulvingetrupial
Gulvingetrupial (Agelasticus thilius) är en fågel i familjen trupialer inom ordningen tättingar.

## Utseende
Hane gulvingetrupial är en helsvart fågel, förutom den gula fläcken på vingen som dock oftast bara ses i flykten. Honan är mycket mer anspråkslös, med streckad undersida och ett tydligt ljus undersida.

## Utbredning och systematik
Gulvingetrupial delas upp i tre underarter med följande utbredning:
- A. t. alticola – Anderna i sydöstra Peru (Cuzco) till nordvästra Bolivia
- A. t. thilius – Anderna i Chile (Atacama till Valdivia) och sydvästra Argentina
- A. t. petersii – Paraguay till sydostligaste Brasilien, Uruguay och norra Argentina

## Levnadssätt
Gulvingetrupialen hittas sällan långt från vatten i våtmarker, kring sjöar och i närliggande fält. Den ses vanligen i småflockar och häckar i kolonier i vassbälten. Den födosöker på eller nära marken, men ses ofta sitta i vass. 

## Status
Arten har ett stort utbredningsområde och beståndet anses stabilt. Internationella naturvårdsunionen IUCN listar den därför som livskraftig (LC).